# C4H7FO2
化学式C4H7FO2（摩尔质量：106.1 g/mol）可能指：
- 2-氟丁酸，CAS号：433-44-3
- 2-氟异丁酸，CAS号：63812-15-7
- 氟乙酸乙酯，CAS号：459-72-3

|  | 这个同类索引页列出了具有相同分子式的化学物（即同分異構體）条目。 除非您是有意链接至本页，否则应将相应条目的内部链接指向正确的条目。 |